# Choroba syropu klonowego
Choroba syropu klonowego (ang. maple syrup urine disease, MSUD, MSD) – genetycznie uwarunkowana choroba metabolizmu aminokwasów o dziedziczeniu autosomalnym recesywnym. Występuje z częstością 1:200 000 urodzeń.

## Etiologia
Choroba syropu klonowego jest zaburzeniem przemiany (dekarboksylacji) leucyny, izoleucyny, waliny, należy więc do wrodzonych wad metabolizmu zwanych aminoacidopatiami. Przyczyną choroby jest niedobór lub brak aktywności kilku enzymów, dokładniej mówiąc całego kompleksu enzymatycznego – tak zwanej dehydrogenazy rozgałęzionych α-ketokwasów. Związki te powstają w drodze metabolizmu aminokwasów rozgałęzionych. W MSUD zahamowanie reakcji biochemicznych na poziomie dehydrogenezy rozgałęzionych α-ketokwasów powoduje gromadzenie się zarówno α-ketokwasów, jak i leucyny, izoleucyny i waliny we krwi, w płynie mózgowo-rdzeniowym i moczu, a to z kolei wywołuje objawy chorobowe i często prowadzi do zespołu intoksykacji.

## Objawy i przebieg
Charakterystyczny jest słodki zapach przypominający syrop klonowy, przyprawę Maggi lub palony karmel, wyczuwalny w czasie dekompensacji metabolicznej, zwłaszcza w moczu pacjenta. 
Przebieg schorzenia zależy od fenotypu:
- klasyczny (najczęstszy i najcięższy),
- przepuszczający,
- pośredni,
- tiaminozależny,
- związany z deficytem podjednostki E3 (dehydrogenazy dihydrolipoamidowej).

W stanach wzmożonego katabolizmu (np. infekcja) może dojść do dekompensacji metabolicznej z kwasicą ketonową, obrzękiem mózgu i zgonem.
Zmiany w badaniach laboratoryjnych: ketoza, ewentualnie kwasica metaboliczna.

## Rozpoznanie
Diagnoza przed upływem 1 tygodnia po urodzeniu opiera się na analizie enzymatycznej. Rozpoznanie ustala się na podstawie stwierdzenia wysokiego stężenia aminokwasów rozgałęzionych (szczególnie leucyny) z obecnością alloizoleucyny i korespondujących alfa-ketokwasów we krwi i moczu.

## Leczenie
Leczenie w stanie ciężkiej dekompensacji metabolicznej polega na szybkim usunięciu toksycznych metabolitów drogą hemodializy, ewentualnie dializy otrzewnowej (mniej skuteczna), z równoległą niezbędną podażą kaloryczną realizowaną przez stałe dożylne wlewy glukozy i lipidów, koniecznie pod kontrolą poziomu wszystkich aminokwasów w osoczu.
W stanie wyrównania metabolicznego postępowanie z wyboru stanowi dieta niskobiałkowa z wykorzystaniem specjalnych preparatów eliminacyjnych z ograniczeniem aminokwasów rozgałęzionych - zapobiega uszkodzeniom mózgu i przedwczesnej śmierci.

## Rokowanie
Skuteczność leczenia jest zróżnicowana, w zależności od głębokości defektu przemiany materii i od czasu rozpoczęcia terapii. Dzieci nieleczone umierają zwykle pod koniec pierwszego roku życia.  Rozpoczęcie leczenia w pierwszym tygodniu życia  w znacznym stopniu ogranicza skutki choroby. Odległe rokowanie w MSUD jest jednak ostrożne.